# Overtoom (plantage)
Overtoom is een voormalige suikerriet- en later houtplantage aan de Boven Para in het district Para in Suriname.

## Geschiedenis
De oudst bekende eigenaar is de weduwe Marie Girodet Labory, die in 1708 in de boeken werd vermeld. Zij hertrouwde in 1711 met Pierre Juran. In het Sranantongo werd de plantage daarom ook wel Juran genoemd. De plantage staat op de kaart van Lavaux aangegeven die Alexander de Lavaux in 1737 heeft getekend. Het gebied dat tot de plantage behoorde was toen ongeveer 1.919 akkers groot (825 Ha). Toen Juran in 1742 overleed, werd een inventaris opgemaakt van Overtoom: er waren onder andere een woonhuis van twee verdiepingen, een destilleerderij en een suikermolen. Tevens telde de plantage 197 slaven die in 32 huisjes woonden.
De plantage was aanvankelijk opgezet voor de productie van rietsuiker, maar vanwege de schrale grond werd eind 18e eeuw overgegaan op houtproductie. Tevens werd de nabijgelegen plantage Vreeland toen onderdeel van het goed Overtoom, alhoewel het officieel een aparte plantage bleef.
Begin negentiende eeuw was de plantage langere tijd in handen van 'Sociëteit van Eigendom Weduwe van de Poll'. Pogingen om de slaven over te brengen naar winstgevender koffieplantages liepen na heftige protesten op niets uit en ze konden op Overtoom en Vreeland blijven.

### Einde slavernij
Eind 1856 kocht Francois Gaspard Caupain de plantage aan en per 26 januari 1857 werd hij de daadwerkelijke eigenaar. Toen in 1863 de slavernij in Suriname werd afgeschaft, was Overtoom in bezit van zowel Francois als zijn zoon William Fransua Caupain.
Er werden in 1863 op Overtoom 193 personen vrijgemaakt, waarbij 23 nieuwe familienamen werden geboekstaafd, te weten: Barbets, Bel, Bruinhart, Ceder, Delik, Gesond, Gron, Herkul, Joval, Kappar, Kas, Klooster, Kuper, Lan, Levant, Lokus, Menig, Nimmerd, Ouwd, Polluks, Purperhart, Strijdhaftig en Venetiaan.
De meeste vrijgelatenen bleven op Overtoom wonen en vervulden daar de verplichte diensttijd van tien jaar die door de overheid was opgelegd. Ook na deze periode bleef men woonachtig op de plantage om het land te bewerken en geld te sparen. 
In 1897 hadden tien bewoners voldoende gespaard om een deel van de plantage aan te kunnen kopen. Hun voorbeeld werd door anderen nagevolgd, waardoor de voormalige plantage uiteindelijk in bezit kwam van nazaten van de vrijgelatenen.

## Slavenboeien

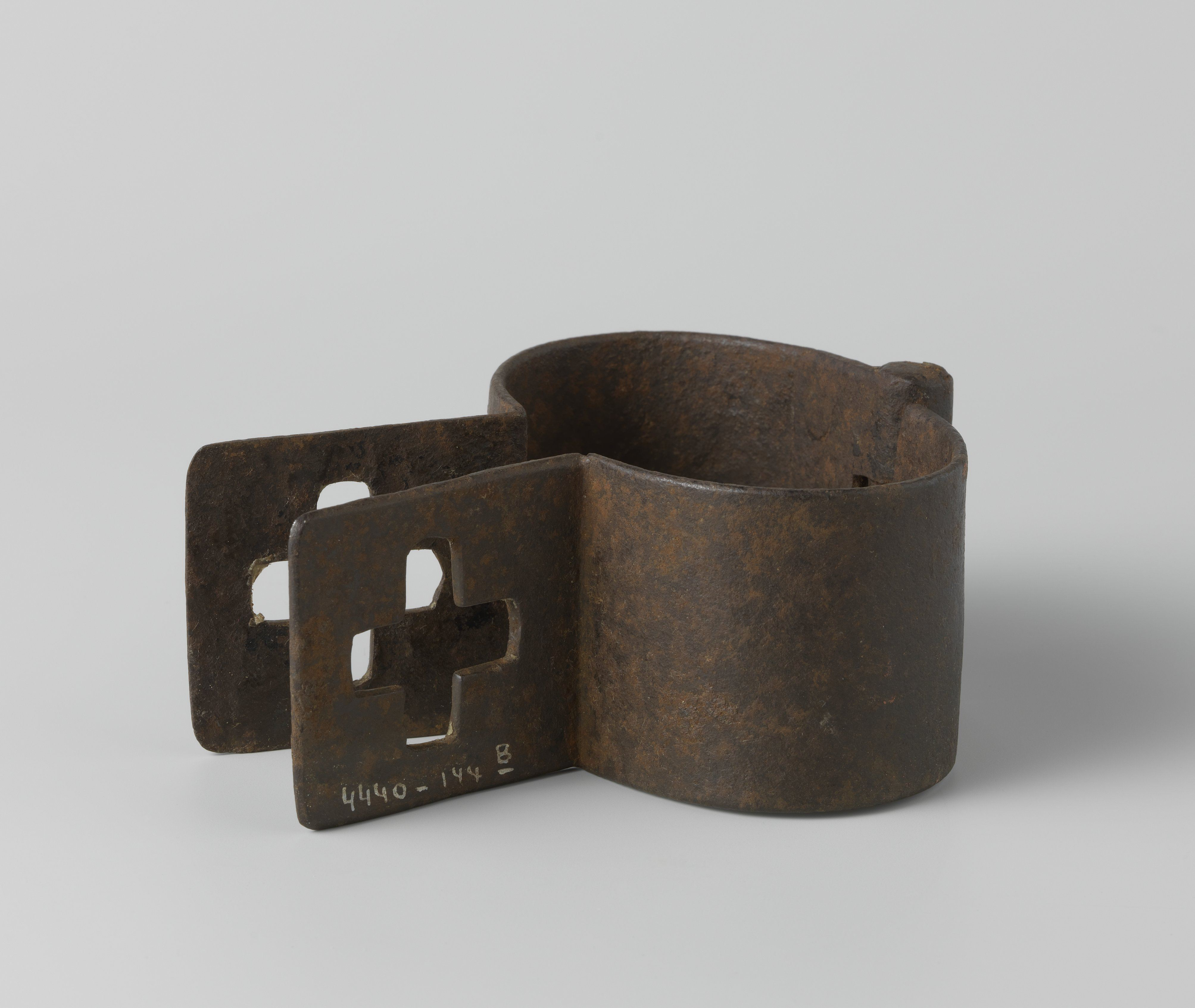
Slavenboei van plantage Overtoom

In Nederland zijn slechts twee slavenboeien aanwezig in een museale collectie: zowel in het Rijksmuseum Amsterdam als in het Wereldmuseum Amsterdam bevindt zich een slavenboei. Beide boeien zijn afkomstig van plantage Overtoom. 
Het is overigens niet zeker of de boeien ook daadwerkelijk zijn gebruikt op Overtoom. De werkzaamheden in het houtbedrijf vereisten namelijk een ruime mate van bewegingsvrijheid en het gebruik van boeien stond dat in de weg. Mogelijk zijn de boeien in de 19e eeuw slechts aangeschaft om te voldoen aan de aanbevelingen van de gouverneur, die dergelijke boeien beschouwde als een middel om slavenopstanden te voorkomen.
A la bonne heure · Accaribo · Anna's Zorg · Akkerboom · Alliance · Alkmaar · Andresa · Auka · Andreesgift · Badenstein · Bantaskine · Barbados · Batavia · Beekenhorst · Belladrum · Bellevue · Belwaarde · Beninenburg · Berg en Dal · Bergen op Zoom · Berlijn (Commewijne) · Berlijn (Para) · Bethlehem · Boksweide · Boston · Botany Bay · Boxel · Bronswijk · Brouwerslust · Bruinendaal · Bucklebury · Buitenrust · Burnside · Cadrosspark · Caledonia · Campenburg · Cannewapibo · Catharina Sophia · Clevia  · Cliffort-Kokshoven · Clyde · Concordia · Concordia en een Kwart Lot · Courcabo · De Dageraad · De Eendragt · De Goede Vriendschap · De Resolutie · De Vier Hendrikken · Diamond · Dijkveld · Domburg · Dordrecht · Drie Gebroeders · Driesveld · Eendragt · Elisabeth's Hoop · Ellen · L'Espérance (Nickerierivier) · L'Espérance (Surinamerivier) · Esthersrust · Fairfield · Fortuin · Flora · Florentia · Frederiksburg · Frederiksdorp · Frederikslust · Geertruidenberg · Geyersvlijt · Glensander · Gloria · Groot Chatillon · Groot Marseille · Guadeloupe · Haarlem · Hague · Hamburg · Hamilton · Hamptoncourt · Hannover · Hazard · Hebron · Hecht en Sterk · Hildesheim · Hooyland · Hope · Houttuin · Huntly · Huwelijkszorg · Inverness · Jagtlust · Jodensavanne · Johan & Margaretha · Johanna Catharina · Johanna Maria · Johannesburg · John · Katwijk · Kent · Kerkshoven · Killenstein · Klein Bellevue · Kleinhoop · Krappahoek · Kroonenburg · Kwatta · La Jalousie · La Prévoyance · La Prosperité · La Rencontre · La Ressource (Saramacca) · La Ressource (Surinamerivier) · La Singularité · Laarwijk · Leasowes · Leliëndaal · Leonsberg · Livorno · Longmay · Lunenburg · Lust en Rust · Lustrijk · Maasstroom · Margarethenburg · Maria Petronella · Mariënbosch · Mariënburg · Margaretha's Gift · Mary's Hope · Meerzorg · Merveille · Moed en Kommer · Mon Bijou · Mon Souci · Mon Trésor · Monnikendam · Mopentibo · Morgenster · Moy · Nieuw Mocha · Nieuwzorg · Nieuwe Aanleg · De Nieuwe Grond · Nijd en Spijt · Novar · Nursery · Nut en Schadelijk · Onoribo · Onverwacht · Oranibo · Ornamibo · Overbrug · Overtoom 
· Oxford · Palestina · Paradise · Persévérance · Petersburg · Picardië · Peperpot · Pieterszorg · Plaisance · Poelwijk · Potosie · La Prevoyance · Purmerend · Rac à Rac · Reijnsdorp · Reijnsfort · Rijnberk · Roosenburg · Rorac · Rust en Werk · Rustenburg · Saltzhalen · Sans Souci · Saphir · Sarah · Sardam · Schaapstede · Schoonoord · Sinabo en Gelre · Sint Barbara · Sint Eustatius · Slootwijk · Smalkalden · Sorgvliet · Spieringshoek · Standvastigheid · Suidwijn · Suzanna's Daal · Toevlugt (Surinamerivier) · Tout Lui Faut · Toledo · Totness · Tyronne · 't Vertrouwen · Victoria · Vierkinderen · Visserszorg · Voorburg · Voorzorg (Saramacca) · Vossenburg · Vredenburg · Vriendsbeleid en Ouderzorg · Vreeland · Waltonhall · Waldijk · Waterloo · Wederzorg · Welbedacht · Welgelegen (Commewijne) · Welgelegen (Coronie) · Welgevallen · Weltevreden · Wolffs Capoerica · Wolfenbüttel · 't Ylant · Zoelen · Zorg en Hoop (hout) · Zorg en Hoop (indigo) · Zorg en Hoop (katoen) · Zorg en Hoop (suiker)